# IOS 18
iOS 18 este versiunea finală a iOS care suportă iPhone XS/XS Max și iPhone XR, deoarece succesorul său, iOS 26, a renunțat la suportul pentru aceste modele în 2025.

## Caracteristici ale sistemului

### Apple Intelligence
Platforma Apple Intelligence este disponibilă în iOS 18.1 și versiunile ulterioare, pe modelele iPhone 15 Pro și iPhone 15 Pro Max, precum și pe modelele iPhone 16 și iPhone 16 Pro. Apple Intelligence adaugă funcții de inteligență artificială (IA) și integrări de modele lingvistice mari în Siri și în alte funcții ale sistemului de operare, cum ar fi aplicația Fotografii și instrumentele de creare a imaginilor.
Funcțiile Apple Intelligence vor fi introduse treptat în cadrul mai multor actualizări viitoare. Aceste funcții nu au fost incluse în versiunea inițială a modelelor iPhone 16.

### Calculator
Aplicația Calculator din iOS 18 introduce Math Notes, o nouă funcție care permite utilizatorilor să efectueze și să urmărească calcule pe foi separate, să rezolve ecuații matematice și să reprezinte funcții pe grafice. Cu recunoașterea integrată a scrierii de mână, Math Notes evaluează automat datele introduse de utilizator și afișează rezultatele în propriul stil de scriere. Aplicația Calculator reproiectată, acum comună pentru iOS și iPadOS, marchează prima dată când un calculator oficial este disponibil pentru iPad.

### Mesaje
iOS 18 acceptă Rich Communication Services (RCS) în conversațiile compatibile, inclusiv confirmarea de citire și partajarea de conținut multimedia de calitate superioară pe diverse platforme. La fel ca în cazul SMS-urilor, acestea sunt marcate cu baloane și butoane verzi pentru a le distinge de conversațiile iMessage albastre. Disponibilitatea mesageriei RCS variază în funcție de disponibilitatea și compatibilitatea operatorului. Apple a refuzat anterior adoptarea RCS în iOS.
În 2022, după ce a fost întrebat despre posibilitatea ca RCS să fie introdus pe iPhone pentru a crește compatibilitatea cu Android, Tim Cook a răspuns că utilizatorii de iPhone nu manifestă interes pentru RCS și a sugerat că o soluție ar fi trecerea la un iPhone pentru a utiliza iMessage. Persoana care a pus întrebarea a continuat, explicând că ea utilizează un iPhone, în timp ce mama ei utilizează un telefon Android, la care Tim Cook a răspuns în glumă „Cumpără-i mamei tale un iPhone”, stârnind o mare controversă. Citatul a fost ulterior menționat într-un proces antitrust împotriva Apple Inc. intentat de Departamentul de Justiție al Statelor Unite.
iOS 18.4 a adăugat suport RCS pentru mai mulți operatori.
În iMessage, efectele animate pot fi aplicate oricărei litere, cuvânt sau frază, iar formatarea textului, cum ar fi aldine, italice, subliniere și tăiere, poate fi aplicată oricărei părți a textului. Ambele pot fi utilizate simultan, dar nu pot fi utilizate cu același text selectat.

### Fotografii
iOS 18 include o reproiectare semnificativă a aplicației Fotografii. Prezentările de diapozitive cunoscute sub numele de colecții sunt acum generate automat și vizibile în partea de sus a ecranului. A fost adăugat suportul pentru codarea/decodarea standardului ISO 21496-1 gain map pentru imaginile HDR, ceea ce permite compatibilitatea HDR între platforme, rămânând în același timp compatibil cu afișajele SDR. Această reproiectare a provocat reacții negative din partea multor utilizatori care o consideră prea confuză și se spune că este cea mai controversată modificare din iOS 18.

### Ecran principal
iOS 18 permite utilizatorilor să personalizeze culoarea pictogramelor, precum și poziția și dimensiunea acestora pe ecranul de start.
A fost implementată o opțiune pentru activarea pictogramelor modului întunecat pentru aplicațiile proprii și multe aplicații terțe.
Versiunile anterioare ale iOS aranjau pictogramele pe o grilă prestabilită, dar acum utilizatorii le pot plasa oriunde doresc.
În iOS 18, widgeturile aplicațiilor și unele aplicații pot fi acum mărite sau micșorate după dorință.
Multe pictograme ale sistemului au primit gradient sau au fost eliminate.
În iOS 18, aplicațiile pot fi acum blocate sau ascunse. Aplicațiile blocate necesită autentificare prin cod de acces/biometrică pentru a rula. Aplicațiile ascunse sunt mutate într-un folder special numit „Ascuns” din Biblioteca de aplicații; accesarea acestui folder necesită autentificare prin cod de acces/biometrică. Aplicațiile ascunse nu apar în alte locuri de pe telefon, cum ar fi Sugestiile Siri și aplicația Setări.
În iOS 18.1, a fost introdusă o nouă funcție care permite utilizatorilor să editeze ecranul de start al iPhone-ului prin intermediul funcției iPhone Mirroring.

### Centru de control
iOS 18 vine cu o reproiectare a Centrului de Control, permițând mai multe pagini de comenzi, butoane redimensionabile și comenzi terțe.

### Parole
Apple a lansat Parole, un manager de parole care are scopul de a simplifica gestionarea parolelor pentru site-uri web, aplicații, Wi-Fi și coduri de verificare. Această nouă aplicație este puternic inspirată de secțiunea Parole care se găsea anterior în Setări și o înlocuiește, adăugând parolele Wi-Fi. Toate parolele și codurile existente în Setări sunt mutate automat în aplicația Parole la actualizare.

### RecoveryOS
iOS 18 include recoveryOS pentru seria iPhone 16, care permite utilizatorilor să restaureze firmware-ul wireless de pe un alt iPhone 16. Deși toate dispozitivele iPhone care rulează iOS 18 pot recupera și restaura firmware-ul pentru un dispozitiv iPhone 16, recuperarea firmware-ului wireless poate funcționa numai între dispozitive iPhone 16.

### Altele

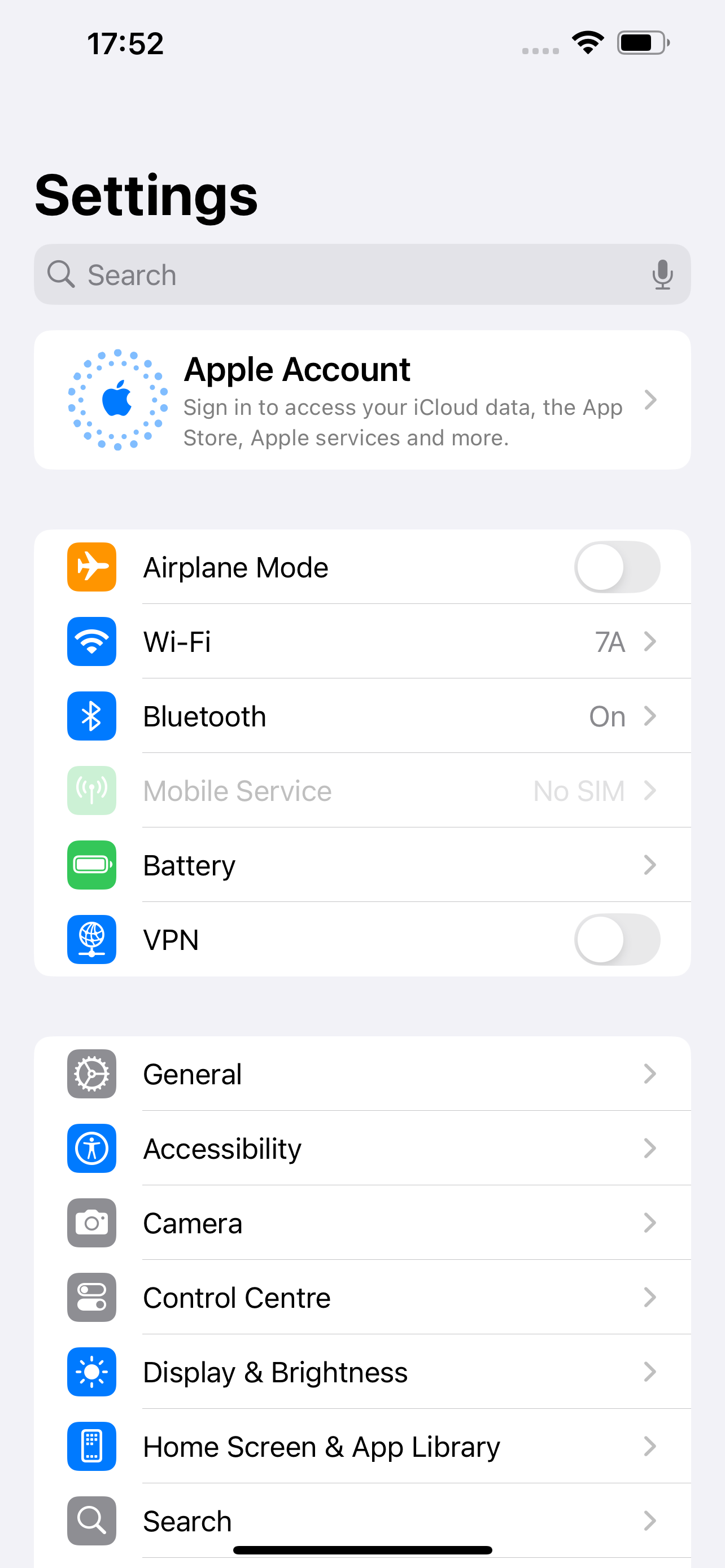
Setări iOS 18

Cu iOS 18.1, iOS permite detectarea și afișarea informațiilor privind starea bateriei unei baterii care nu este produsă de Apple.
Pe dispozitivele cu ecran OLED, apare o animație bombată atunci când se apasă un buton hardware.
Cu iOS 18.2, utilizatorii pot partaja un link cu alte persoane sau companii aeriene pentru a urmări locația AirTag-urilor sau a altor accesorii în aplicația Găsire.
Rapoartele autorităților de aplicare a legii au sugerat că a fost adăugată o nouă funcție de securitate care repornește iPhone-urile după 72 de ore de inactivitate pentru a îngreuna spargerea lor, lucru pe care cercetătorii l-au putut confirma analizând codul pentru iOS 18.1.
Versiunea 18.2 a permis dezvoltatorilor de aplicații precum Truecaller să adauge identificarea apelantului în timp real și blocarea spamului.
Odată cu iOS 18.5, Apple a introdus imaginea de fundal 2025 Pride. Această actualizare a remediat, de asemenea, mai multe vulnerabilități de securitate.

## Dispozitive acceptate
iOS 18 necesită un dispozitiv cu un procesor Apple A12 Bionic sau o versiune mai nouă, toate iPhone-urile care acceptă iOS 17 sunt, de asemenea, compatibile cu iOS 18. Funcția Apple Intelligence necesită un procesor Apple A17 Pro sau o versiune mai nouă.